# Hyposmocoma molluscivora
Hyposmocoma molluscivora は、2005年にハワイで発見されたカタツムリ（陸貝）を捕食するカザリバガ科のガの一種。マウイ島とモロカイ島での生息が確認されている。種名の molluscivora はラテン語の「mollusca（軟体動物）＋ voro（貪食する）」で、軟体動物であるカタツムリを食べることを意味している。

## 生態
貝を捕食するのは本種の幼虫で、体長は7-10mm程度。絹糸とゴミで作った円筒形の携帯巣（鞘・ケーシングともいう）を背負って這い回り、葉上で獲物の貝を見つけると、逃げられたり葉上から落ちたりしないように口から糸を吐いて相手の殻を固定する。それと同時に自分の巣も貝殻の脇や内側などに簡単に固定した後、体の大部分を巣から乗り出すようにして相手の殻の中に入り込み、その軟体部を食べてしまう。小さな貝を食べた後にはその空殻を自分の巣に付けるのも観察され、これはガの幼虫を捕食する甲虫やアリに対するカモフラージュのためではないかと推察されている。また、実験では、本種はどんなに飢えていても植物を食べようとはせず、カタツムリしか食べなかったという。
ガの幼虫は通常みな絹糸腺をもち糸を吐くが、クモのように獲物を捕らえるために糸を使うものが発見されたのは初めてである。また軟体動物を捕食するものも本種以外知られておらず、極めて珍しい生態である。
本種の属するHyposmocoma属はハワイ諸島に固有の属で、約350種ほどがこの属に分類されているが、これらの幼虫はみな朽ち木や蘚苔類、あるいは種々の植物を食べており、肉食種は本種しか知られていない。捕食が確認されている貝はハワイマイマイ科のノミガイ属Tornatellidesのもので、大きさは数mm程度で植物の枝葉上にいることが多い。ノミガイ属の貝は日本やガラパゴス諸島も含む太平洋の熱帯から亜熱帯の広い地域に分布しており、とりわけ特殊なものではない。またHyposmocoma属のガもハワイ諸島に多数の種がいるにもかかわらず、なぜ本種だけが貝を専食するように進化したのか、興味深い事例として話題となった。
なお、ハワイ諸島では、通常は植物食のシャクガ科の幼虫（シャクトリムシ）にも珍しい肉食性の種があることが知られている。ただし幼虫が肉食のガ自体はボクトウガなど他にもあり、少数派とはいえ必ずしも稀なものではない。molluscivoraや肉食シャクトリムシなどは、植物食の系統から「唐突に」肉食種が進化している点が注目されたものである。